# Dialecto yirrk-thangalkl
Yirrk-Thangalkl (Yir Thangedl) es un dialecto del idioma yir yoront, una lengua pama hablada en la parte suroeste de la Península del Cabo York, Queensland en Australia, por el pueblo Yirrk-Thangalkl.
El idioma también se conoce como Yirr-Thangell y Yirrk-Mel.
Durante la década de 1900 (década), los hablantes de Yirrk-Thangalkl comenzaron el cambio al dialecto Yir-Yoront con la llegada de la Misión del Río Mitchell.

## Fonología

### Consonantes
Yirrk-Thangalkl tiene 16 consonantes s. El inventario es el mismo que el de Yir-Yoront, excepto que Yirrk-Thangalkl carece de las consonantes retroflejas y glotales /ʈ/, /ɳ/, /ɭ / y /ʔ/.[cita requerida]
|                 | Periférica | Periférica            | Laminal | Laminal  | Apical |
| Bilabial        | Velar      | Postalveolar /Palatal | Dental  | Alveolar |        |
| --------------- | ---------- | --------------------- | ------- | -------- | ------ |
| Nasal           | m /m/      | ng /ŋ/                | ny /ɲ/  | nh /n̪/   | n /n/  |
| Oclusiva        | p /p/      | k /k/                 |         | th /t̪/   | t /t/  |
| Africada        |            |                       | ch /t͡ʃ/ |          |        |
| Vibrante        |            |                       |         |          | rr /r/ |
| Vibrante simple |            |                       |         |          | r /ɾ/  |
| Aproximante     | w /w/      | w /w/                 | y /j/   | lh /l̪/   | l /l/  |